# Santa Juliana (Granada)
Santa Juliana fue una localidad y pedanía española perteneciente al municipio de Armilla, en la provincia de Granada. Desde 2008, quedó integrada como parte del propio núcleo armillero. Está situada en la parte central de la comarca de la Vega de Granada, anexa al resto de Armilla y a la ciudad de Granada, limitando con el barrio del Zaidín, del cual les separa el río Monachil.

## Historia
Santa Juliana fue un pueblo que se asentó junto a la antigua carretera de Motril (la N-323), creado por la Azucarera de Santa Juliana —de la que toma el nombre— para sus empleados y alrededor de la propia fábrica. La fábrica comenzó a explotarse en 1892 y fue muy importante en la economía de la ciudad hasta su cierre en 1932 tras el declive de la industria azucarera a principios del siglo XX.
Actual barrio armillero, Santa Juliana quedó dividido en dos tras la construcción de la Circunvalación de Granada en los años 90. Desde entonces una parte del pueblo se encontraba entre dicha autovía y el río Monachil (límite entre los términos municipales de Armilla y Granada capital), incluido el recinto que alberga la Feria de Muestras de Armilla (FERMASA, en la antigua fábrica azucarera). La otra parte iba desde la Circunvalación hasta aproximadamente el comienzo de la calle Real del núcleo de Armilla, incluido el Parque Comercial Albán (con McDonald's, Toys "R" Us, Akí, Sprinter, etc).
En 2008 el por entonces alcalde de Armilla, el socialista Gerardo Sánchez Escudero, tomó la decisión de integrar al núcleo de Santa Juliana dentro del núcleo armillero, y en consecuencia acabar con la única pedanía que existía en el municipio.

## Demografía
Según el Instituto Nacional de Estadística de España, en 2008 Santa Juliana contaba con 229 habitantes censados. Es el último año en el que se tienen datos separados de Armilla.